# Alfred Heinz Kettmann
Alfred Heinz Kettmann (* 17. März 1912 in Annaberg, Erzgebirge; † 28. Dezember 2010 in Crailsheim) war ein deutscher Maler und Grafiker.
Nach dem Abitur begann Alfred Heinz Kettmann 1932 eine Ausbildung als Grafiker und war bis 1938 in Chemnitz und München als Gebrauchsgrafiker tätig. Ab 1938 bis 1945 arbeitete er als Industriegrafiker in Brandenburg (Havel) und in Schlesien. Nach dem Krieg ließ er sich als freier Künstler in Bamberg nieder. Dort gestaltete er von 1950 bis 1979 Kurse an der Volkshochschule.

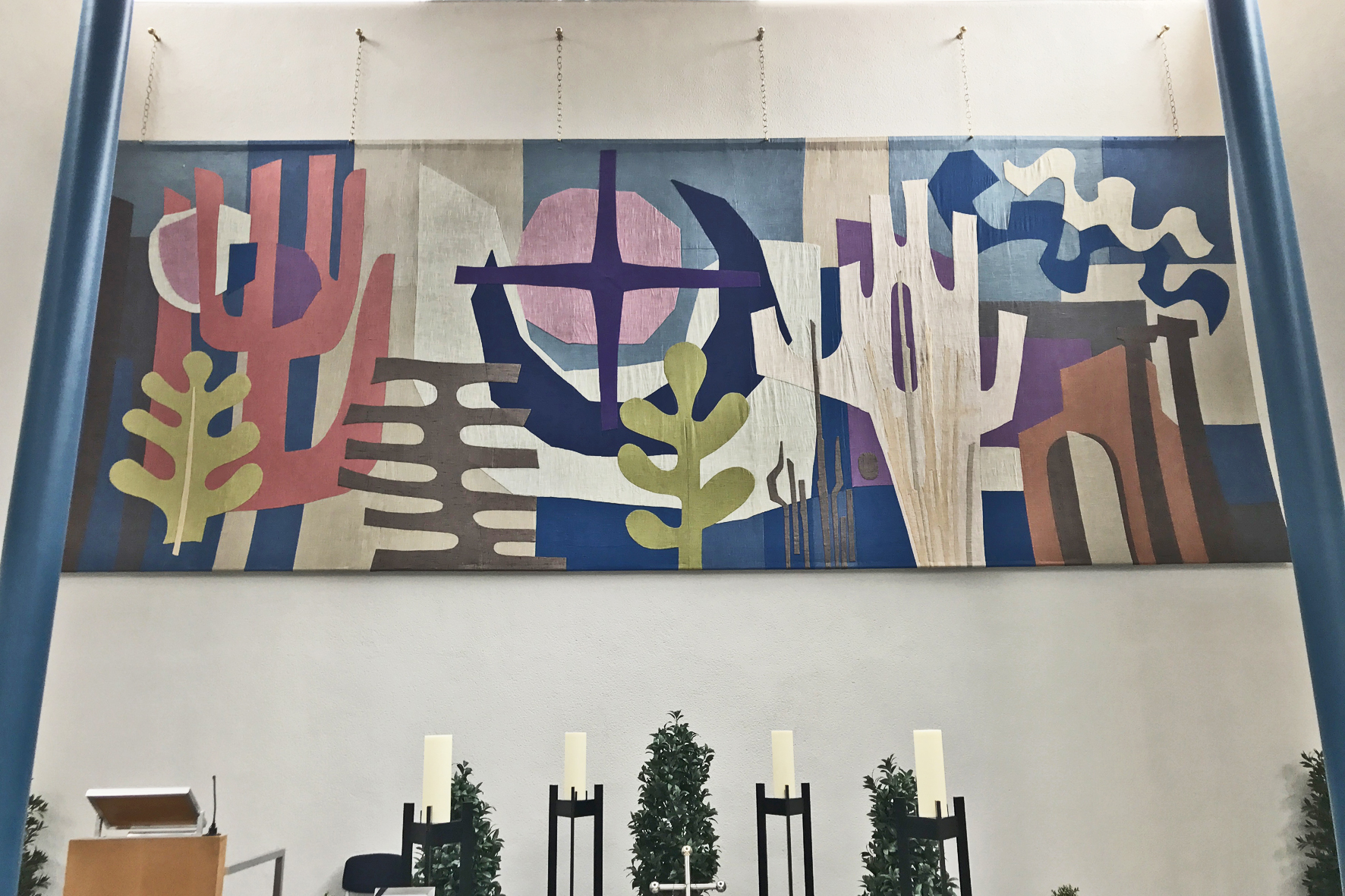
Ostwand der Aussegnungshalle des Friedhofs Bamberg

Die Dominikanerinnen vom Heiliggrab fertigten nach dem Entwurf von Kettmann einen eindrucksvollen Wandteppich, der die gen Osten gerichtete Stirnwand der 1966 erbauten Aussegnungshalle des Friedhofs Bamberg schmückt.
In den späteren Jahren seines Schaffens konzentrierte sich Kettmann mehr und mehr auf abstrahierende Graphik. Seine Werke „z. T. beeinflusst von asiatischer Kalligrafie gehören der kalligraphischen Abstraktion an, die vor allem, durch Mark Tobey (1890–1976) international bekannt geworden ist“.
Der Kunstverein Bamberg verlieh den Berganzapreis 2007 an Kettmann.
Die Staatsbibliothek Bamberg verwaltet seit 2009 einen umfangreichen Nachlass.